# Xosé Maria Castroviejo Blanco-Cicerón
Xosé María Castroviejo y Blanco-Cicerón (Santiago de Compostel·la, 1909 - Tirán, Moaña, 1983) és un escriptor i periodista del període central del segle XX a Galícia.
Va estudiar dret i filosofia i lletres a Compostel·la, i després, el 1931, va estar becat a la Universitat de Lió, on va ampliar estudis. Durant la seva època d'estudiant a Santiago pertànyer a la FUE (Federació Universitària Escolar).
Autor d'una monumental Guía de la seva terra, que aviat es va convertir en un clàssic, o de llibres no menys interessants com Viaje por los montes y chimeneas de Galicia, escrit a mitges amb la seva amic Alvaro Cunqueiro, va exercir, a més, el periodisme en llocs destacats, com la seva etapa de director d'El Pueblo Gallego, diari de Vigo.
Malgrat el clixé de falangista que se li ha adjudicat, en realitat va ser carlista, un carlista crític no tan sols amb el seu propi partit sinó amb el règim de Franco, com quan va defensar l'ús de l'idioma gallec enfront de Juan Aparicio, el temible director general de Premsa que considerava un esnobisme que Ramón Piñeiro i Celestino Fernández de la Vega escrivissin sobre el filòsof nacionalsocialista Martin Heidegger en gallec. L'obra poètica de Castroviejo és igualment important, destacant Mar del Sol, poemas de un diario a bordo (1940).
Hi segueixen en importància els poemes de guerra, titulats Altura, potser un dels escrits més valuosos dels poetes gallecs del bàndol nacional sobre la contesa. És una obra tenyida de desesperança («El viento gallego canta sonoro comienza en el poema Galicia pero extraño en su agonía de cementerios»), si no duresa («Nosotros os combatimos fieramente... por eso precisamente os amamos», escriu en A vosotros obreros rojos). També és 'important Tempo de outono e outros poemas, publicat a Vigo l'any 1964.
L'any 1971 va publicar el seu segon i darrer llibre en gallec, Memorias dunha terra, un volum de relats en prosa que s'acosta a l'autobiografia, però que en realitat presenta els records d'infància i primera joventut d'un autor en plena maduresa.